# Aldo Rossi (Regisseur)
Aldo Rossi (* 13. September 1906 in Vezzano Ligure; † 21. Dezember 1981 in Mailand) war ein italienischer Filmregisseur, Theaterschaffender und Boxer.
Rossi war in der zweiten Hälfte der 1920er Jahre als Boxer mittelmäßig erfolgreich und wandte sich nach seiner sportlichen einer Karriere für die Bühne zu. Er begründete die „Compagnia Rossalda“ (die zu großen Teilen aus seinen Kindern bestand) und führte nach dem Zweiten Weltkrieg bei teils selbstgeschriebenen Revuen Regie (z. B. bei Polvere di Broadway, für das er Ugo Tognazzi und Elena Giusti inszenierte). Mit seinem Familienensemble war er als Autor, Regisseur, Produzent und Filmeditor des Dramas Briscola 1951 tätig. 1964 folgte (als Rossaldo) Adolescenti al sole.
Der gleichnamige Regisseur, der (ebenfalls zu Beginn der 1950er Jahre) den selten gezeigten Asciamoli vivere drehte, wird von Roberto Poppi in seinem Standardwerk zum italienischen Film von obigem unterschieden; so wird dessen Geburtsort mit Treviso angegeben; zuvor habe er als Assistent Mario Bonnards gearbeitet, habe an Drehbüchern mitgewirkt und den wenig bekannten La mascotte dei diavoli blu produziert. Diese Unterscheidung wird sonst kaum getätigt.

## Filmografie (Auswahl)
Regie
- 1950: Briscola
- 1951: Lasciamoli vivere
- 1964: Adolescenti al sole